# Арнаутова (Сурьянинское сельское поселение)
Арнаутова — деревня в Болховском районе Орловской области. Входит в состав Сурьянинского сельского поселения. Население 48 чел. (2010).
В конце XVIII в. - нач. XIX в. деревня также называлась "Сосенское" В деревне проживало несколько родов однодворцев Арнаутовых, по фамилии которых деревня, вероятно, получила современное название. По состоянию на 1889 г. территория села находилась на территории двух волостей - Лучанской и Зарецкой.

## География
Деревня находится в северной части Орловской области, в лесостепной зоне, в пределах центральной части Среднерусской возвышенности. Расположена на берегу реки Орс.
Уличная сеть не развита.
Географическое положение: в 8 километрах от административного центра поселения — деревни Сурьянино, в 4 километрах от административного центра района — города Болхов, в 52 километрах от областного центра — города Орёл и в 281 километре от столицы — Москвы.
Часовой пояс
Деревня Арнаутова, как и вся Орловская область, находится в часовой зоне МСК (московское время). Смещение применяемого времени относительно UTC составляет +3:00.
Климат
Климат близок к умеренно-холодному, количество осадков является значительным, с осадками даже в засушливый месяц. Среднегодовая норма осадков — 627 мм. Среднегодовая температура воздуха в Болховском районе — 5,1 °C.

## Население
Проживают (на 2017—2018 гг.) 45 жителей в 22 дворах, 2 чел. — до 7 лет, 10 чел. — от 18 до 30 лет, 17 чел. — от 30 до 50 лет, 3 чел. — от 50 до 60 лет и 13 чел. — старше 60 лет.
| 2010 |
| ---- |
| 48   |

Гендерный состав
По данным Всероссийской переписи населения 2010 года в гендерной структуре населения мужчины составляют 45,8% (22 чел.), а женщины — 54,2% (26 чел.).

## Инфраструктура
Было развито сельское хозяйство.

## Транспорт
Через деревню на восток уходит подъездная автодорога 54К-3 к федеральной автотрассе Р92.